# Жанботаев, Досжан Абдралимович
Досжан Абдралимович Жанботаев (10 января 1949 г.род Райымбекский район, Алматинская область) — советский и казахский актер кино и театра, театральный режиссёр

. Народный артист Казахстана (1992). Заслуженный артист Казахской ССР (1982). Заслуженный деятель Казахстана (2009).

## Биография
- Досжан Жанботаев родился в селе Жалаулы в Райымбекском районе, Алматинской области.
- Отец - Иргебаев Абдирали, покойный.
- Мать - Шалагизова Кульсин, покойный.
- Окончил Московское высшее театральное училище им.М.С.Щепкина (1967 - 1972).
- С 1972 — актер Жезказганский казахский музыкально-драматический театр имени С. Кожамкулова
- С 2001 - 2017 — художественный руководитель Жезказганский казахский музыкально-драматический театр имени С. Кожамкулова

## Основные роли на сцене
- За годы работы он создал более 50-ти прекрасных ролей. Среди них такие весомые и значимые, как образ Сталина в спектакле Ш.Муртазы «Письмо Сталину», образ Ленина - А.Штейна «Ливень», Жарасбай - К.Искакова «Утреннее эхо», Шаргай - А.Дударева «Преграда», Карабай - Г.Мусрепова «Козы Корпеш – Баян сулу», Жиренше – М.Ауезова «Путь Абая» в инсц.К.Ахметова, Чингис хан - К.Абдрахмана «Кетбука», Асан - А.Вовнянко «Апокалипсис», Клавдий - В.Шекспира «Гамлет», Красноречивый - А.Володина «Две стрелы», Байсал - К.Ахметова «Зов крови» и многие другие, которые всесторонне раскрыли талант артиста.

## Творчество
- О творчестве Д.Жанботаева было напечатано в местных, областных и республиканских изданиях, газетах и журналах «Қазақ әдебиеті», «Мәдениет және тұрмыс», «Лениншіл жас», «Сарыарқа», «Центральный Казахстан», «Наз» и др., а также в книгах «Театр және уақыт» Б.Кундакбаева, «Жер жанаты Жетісу» К.Кусаинова, «Өліара» С.Жунусова, «С.Кожамкулов. Актер. Азамат. Ұстаз» С.Турганбекова, «Дауыл» К.Мырзабекова, «Өтті күндер» У.Жанибекова.
- И как режиссер Д.Жанботаев внес свою лепту в историю театра. Поставленные им спектакли «Махаббат пен кесапат», «Қадір таңы» Р.Ибраевой, «Әйел махаббаты» К.Жумабекова, «Таланған тағдыр» Е.Толеубая, «Жаралы гүлдер» С.Жунусова, «Ауган касіреті» М.Байгута и другие были тепло встречены зрительской аудиторией.

## Достижения
- В 1986 году на республиканском фестивале театров за участие в спектакле С.Балгабаева «Ең әдемі келіншек»
- в 1998 году за участие в спектакле «Қаракөз» М.Ауезова победил в номинации «За лучшую эпизодическую мужскую роль»
- в 2001 году в номинации акима города «Артист года».
- 2009 году на республиканском ХҮП фестивале победил в номинации «За лучшую мужскую роль» и премию областного акима «Алтын кобыз»
- Победитель республиканских фестивалей театров в номинации «За лучшую мужскую роль» (1996, 1998, 2009).
- Премия «Золотая маска»[1]

## Награды и звания
- 1976 — Орден «Знак Почёта» (СССР 16.04.1976) (За огромный вклад в развитие и становление театрального искусства)
- 1982 — Присвоено почетное звание «Заслуженный артист Казахской ССР»
- 1992 — Присвоено почетное звание «Народный артист Республики Казахстан»
- 2009 — Присвоено почетное звание «Заслуженный деятель Республики Казахстан» (за заслуги в области казахского театрального и киноискусства)
- Юбилейные медали Республики Казахстан.